# بيتر سكوت (لاعب كريكت)
بيتر سكوت (20 نوفمبر 1982 في المملكة المتحدة - ) (بالإنجليزية: Peter Scott)‏ هو لاعب كريكت بريطاني. لعب مع Herefordshire County Cricket Club ‏ ونادي مقاطعة ستافوردشاير للكريكت ‏.

## وصلات خارجية
- بيتر سكوت على موقع إي آس بي آن كريك إنفو (الإنجليزية)